# Famille de Bonnechose
La famille de Bonnechose est une famille subsistante de la noblesse française, originaire de Normandie.

Ses différentes branches furent maintenues nobles d'extraction en 1666 dans l'élection de Caen, en 1667 dans l'élection d'Alençon et en 1669 dans l'élection de Rouen.

## Histoire
Le patronyme Bonnechose (parfois Bonnechosse, ou Bonnechosze) est attesté de façon ancienne en Normandie. Gustave Chaix d'Est-Ange écrit qu'il existait au Moyen Âge une famille noble de Bonnechose, mais la famille actuelle de ce nom ne peut pas prouver son rattachement à cette ancienne famille.
Selon Courcelles, les Bonnechose des premiers siècles vivaient dans des lieux divers en Normandie, certains dans l'actuel Calvados (Hiéville, Moyaux, Prêtreville) où les ascendants de la famille actuelle étaient établis, d'autres plutôt dans la vallée de la Seine (Pont-Audemer, Jumièges).
Le patronyme Bonnechose est fréquemment attesté au XVIe siècle dans plusieurs paroisses normandes, sans que d'éventuelles parentés lointaines puissent être établies :
- Autour de Dieppe, et notamment à Gueures[5]
- À Honfleur, où est attesté par exemple en 1457 un versement de 50 sols par messire Étienne Bonnechose, un des premiers membres de la Confrérie de la Charité de Notre-Dame de Honfleur.
- Et surtout à Pont-Audemer, où l'on trouve par exemple en 1521 la trace d’un Estienne Bonnechose qui verse 10 livres tournois à l’octroi de Pontaudemer « pour la ferme de l’hostel commun de ladite ville et la sixiesme derraine annee de ladite ferme finie audit terme Sainct Michel »[6],

## Noblesse
Gustave Chaix d'Est-Ange rapporte que Raimond Montfaut, commissaire du roi Louis XI, déclara en 1463 roturiers et soumis à la taille Jean Bonnechose à Vieil-Pont et son frère Jean dit le jeune à Hieuville, sergenterie de St Pierre-sur-Dives, dans l'élection de Falaise,, dont descendent toutes les branches connues de la famille actuelle de Bonnechose. Ces deux frères obtinrent cependant par un jugement des commissaires[Lesquels ?] du 4 mai 1471 d'être exemptés des francs fiefs et d'être reconnus nobles. Leurs descendants furent maintenus dans leur noblesse pendant deux siècles.
En 1669 Jacques Barrin de La Galissonnière, intendant de la généralité de Rouen, eut connaissance du jugement de 1463, et estima que le jugement de 1471 et les suivants étaient sans valeur, étant donné que les frères Jean n'avaient pas été relevés expressément de la condamnation de Raimond Montfaut. Néanmoins il confirma la noblesse, attendu le long espace de temps pendant lequel les descendants de Jean vécurent toujours noblement. Les représentants des autres branche de Bonnechose avaient été précédemment reconnus nobles dans les généralités de Caen en 1666 (intendant Chamillart) et d'Alençon en 1667 (intendant de Marle).
En 1782, Bernard Chérin, généalogiste des ordres du roi, revint au jugement de Montfaut et refusa aux Bonnechose les honneurs de la Cour.
La famille de Bonnechose a été admise à l'Association d'entraide de la noblesse française en 1965.

## Généalogie

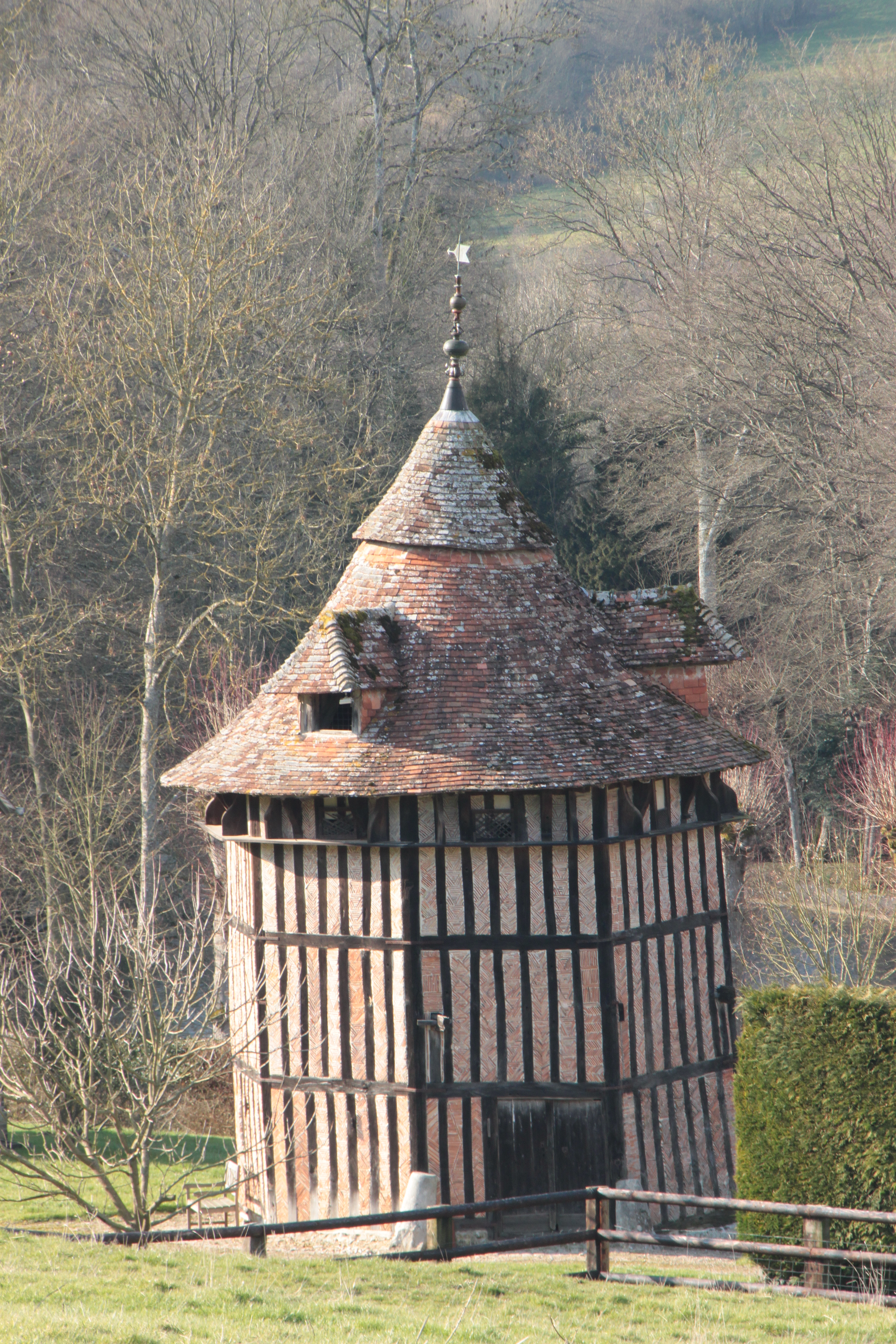
Colombier restant de l'ancien manoir du Mesnil-Germain, où vécut Jacques Charles Henri Guy de Bonnechose, de la branche de la Fontaine et du Mesnil-Germain.

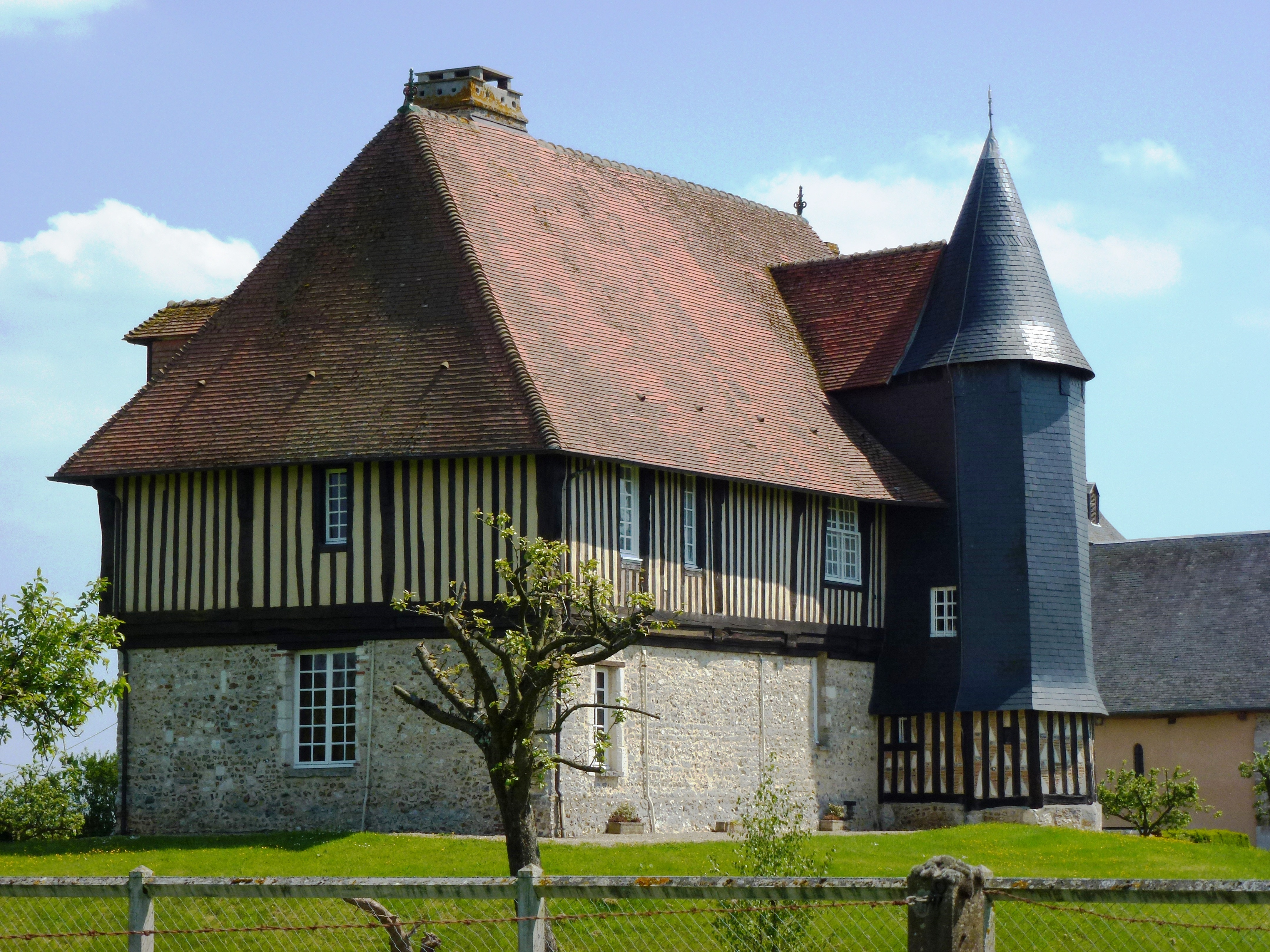
Manoir de Piencourt (Eure), où vécut Casimir Edouard de Bonnechose (branche de la Cour du Bosc)

En 1906, Gustave Chaix d'Est-Ange disqualifie les éléments donnés au XVIIIe siècle par La Chenaye des Bois, et s'en tient aux éléments fournis en 1782 par Chérin concernant la généalogie des Bonnechose. Il en donne une trame qui correspond fidèlement au long développement déjà consacré à cette famille par Courcelles en 1822. 
Les différentes branches sont :
1. La branche aînée, devenue branche de la Boulaie, seule subsistante. Seigneuries du fief d'Auge à Prêtreville, d'Hiéville, du Breuil à St Martin de la Lieue, de Caudemonne à Auquainville, de La Boulaie à Auquainville puis à Grandcamp, de la Francardière à Grandcamp, etc.
2. La branche de la Londe, issue de Charles de Bonnechose au début du XVIIe siècle, éteinte au XVIIIe siècle. Seigneuries de la Palaisière à St Aubin le Vertueux, de la Londe à Plainville, du mont d'Ollaige, de la Fleurielle et de Plainvillette à Plainville.
3. La branche de la Fontaine et du Mesnil-Germain, issue de Jacques de Bonnechose au XVIIe siècle, éteinte au XVIIIe siècle. Seigneuries de la Fontaine, de la Boulaie à Auquainville, du Mesnil-Germain, de Grandval et de Thanney au Mesnil-Germain, de Martigny, de Ferrières, de Cardonnet, etc.
4. La branche de Vaux-Roger, issue de François de Bonnechose au XVIIe siècle, éteinte au début du XIXe siècle. Seigneurie de Vaux-Roger au Mesnil-Germain.
5. La branche de Bocmazier et du Boscage, issue de Pierre de Bonnechose au XVIe siècle, éteinte à la fin du XVIIIe siècle. Seigneuries du Boscage, de Familly, de Bocmazier et de Quetteville.
6. La branche de Berville et de Beauval, issue de Philippe de Bonnechose au XVIe siècle, éteinte au début du XVIIIe siècle. Seigneuries de Launay, de la Valottière, de Beauval et de Berville.
7. La branche de la Cour du Bosc, issue d'Olivier de Bonnechose au XVIIe siècle, éteinte au XXe siècle. Seigneuries de Sadrencourt (près de Mantes), et de la Cour du Bosc à Pierrefitte-en-Auge.
8. La branche de Vaudecour, issue d'Olivier de Bonnechose au début du XVIIe siècle, éteinte au début du XXe siècle. Seigneuries de la Valottière, de Vaudecour et des Essarts. À partir du XIXe siècle, les membres de cette branche portèrent le nom "de Bonnechose de Vaudecour".
9. La branche de Bonneville, issue de Thomas de Bonnechose au XVIIe siècle, éteinte au XIXe siècle. Seigneuries de Bonneville et des Parcs.
10. La branche de Bellouet, issue de François de Bonnechose au XVIe siècle, éteinte à la fin du XVIIIe siècle. Seigneurie du fief de Bellouet près de Bellou.
11. La branche de Bougy et de Courval, issue de Daniel de Bonnechose au début du XVIIe siècle, éteinte à la fin du XIXe siècle. Seigneuries de Bougy à Mittois, de Courval et de St Georges. Au XIXe siècle les membres de cette branche portèrent le nom "de Bonnechose de St Georges".
12. La branche de Prémont, issue de Louis-Antoine de Bonnechose au début du XVIIIe siècle, éteinte au début du XIXe siècle. Seigneuries de Prémont, de Beauchêne et du Vivier.
13. La branche de Pontoulain, issue de Philippe de Bonnechose au XVe siècle, éteinte au début du XVIIIe siècle. Seigneuries de Pontoulain à Mittois, de Vaudemont, des Terrages, de la Boulaie et de Malouy.
14. La branche de Boisnormand, issue de Jean de Bonnechose "le jeune" au XVe siècle, éteinte au XVIIe siècle. Seigneuries de la Cornillère et Fouques le Long à Vieux-Pont-en-Auge, du fief de Viette à Vieux-Pont, et du fief de Boisnormand à la Neuve-Lyre.

## Liens de filiation entre les personnalités notoires
- Louis-Gaston de Bonnechose (1759-1828), page du roi Louis XVI, lieutenant-colonel ayant émigré temporairement en Hollande en 1793 puis nommé sous-préfet. Il épouse Sara Maria Schas.
  - Henri de Bonnechose (1800-1883), archevêque de Rouen et cardinal.
  - Émile de Bonnechose (1801-1875), historien, écrivain et bibliothécaire royal. Il épouse Charlotte Gourly.
    - Charles de Bonnechose (1833-1918), conseiller référendaire au Conseil d'État, juriste, écrivain, auteur de plusieurs ouvrages historiques[11]. Il épouse  Marie Scheidecker, le 28 juillet 1866 à Paris 7e.
      - Gaston de Bonnechose (1867-1956), ancien élève de l'École polytechnique (promotion 1886), militaire. Il épouse Lucie Cottier.
        - Bertrand de Bonnechose (1897-1972), artiste peintre[12],[13].

  - Louis de Bonnechose (1811-1832), page du roi Charles X mort en Vendée lors de l'insurrection légitimiste de 1832[14],[15] (le nom de guerre "Boisnormand" qu'il avait adopté à cette occasion a parfois été attribué à tort par la suite à ses frères).

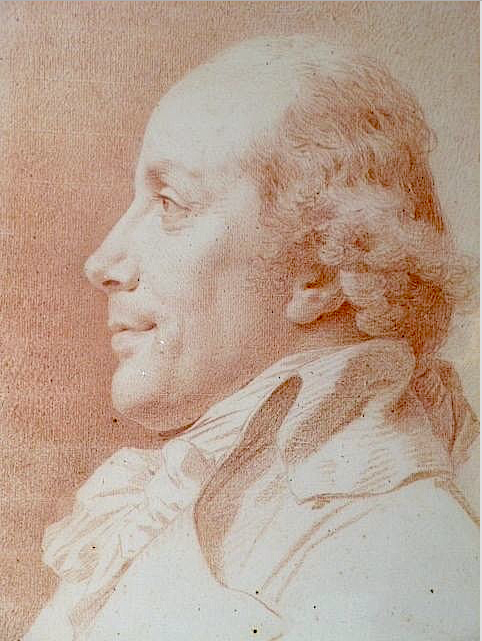
Louis-Gaston de Bonnechose (1759-1828)
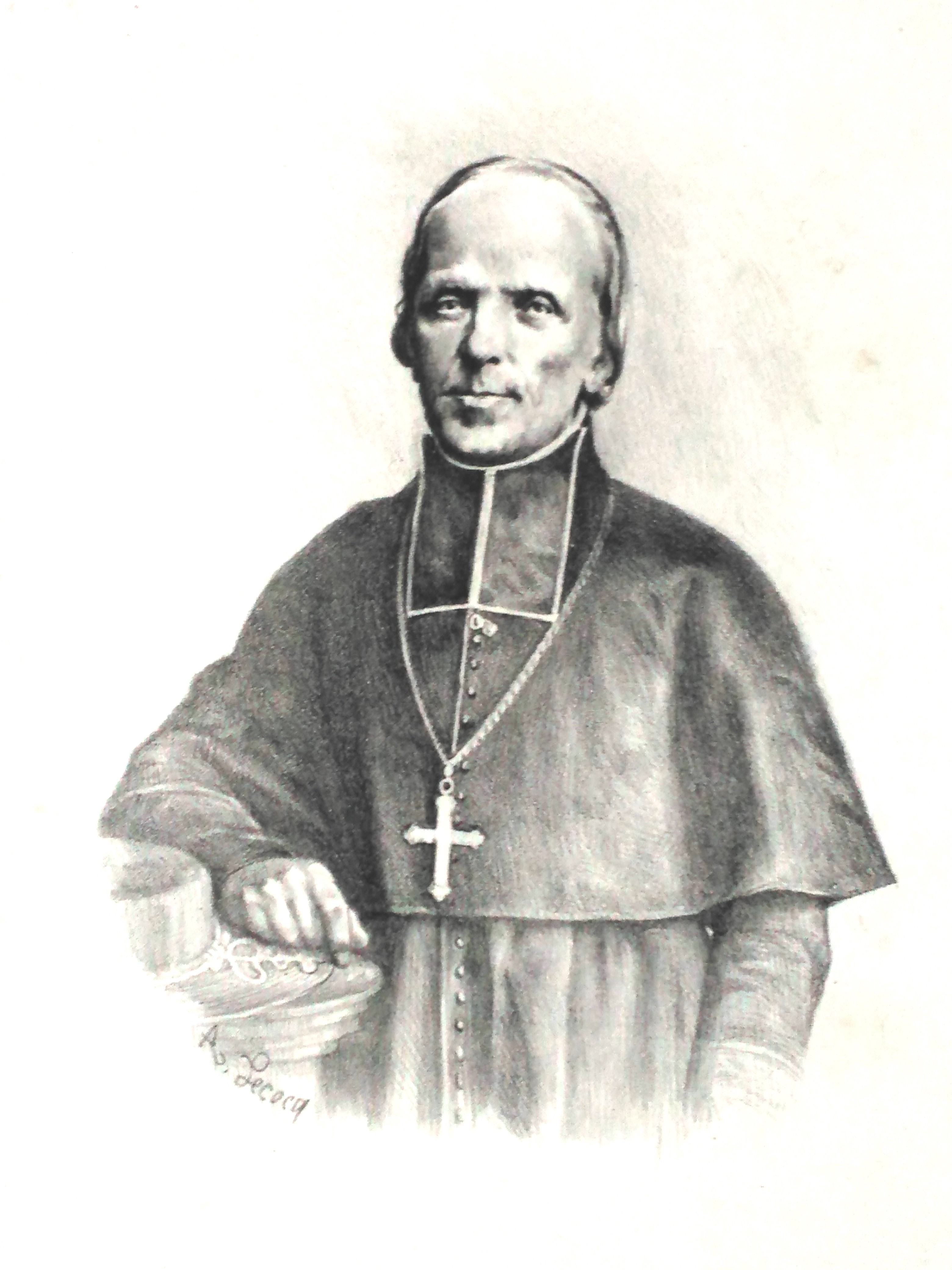
Henri de Bonnechose (1800-1883)
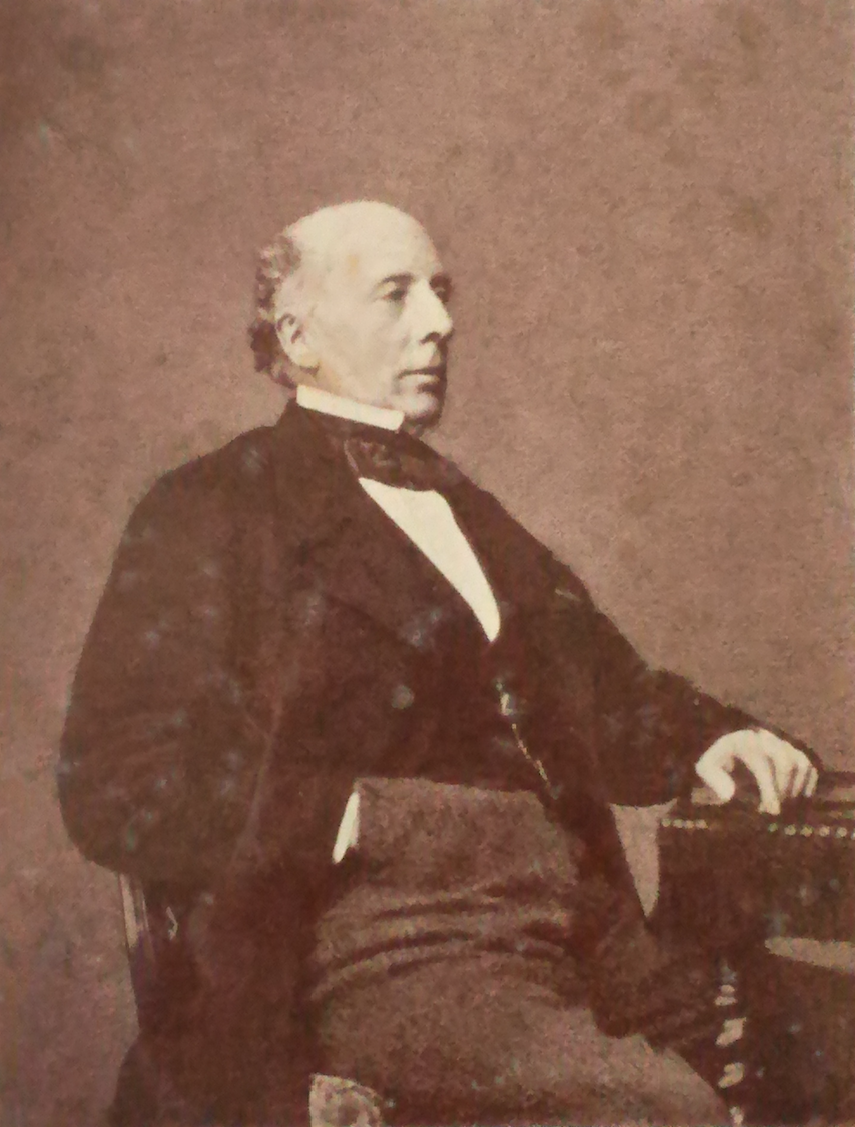
Émile de Bonnechose (1801-1875)
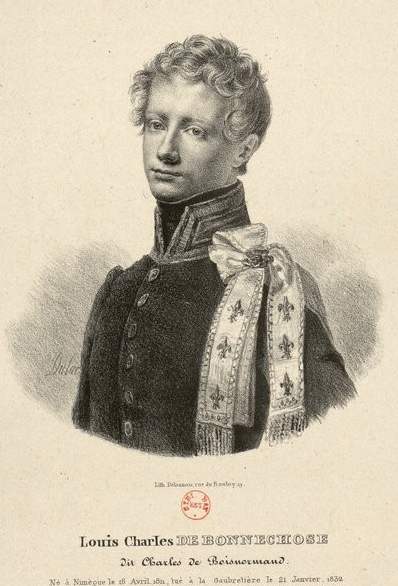
Louis Charles de Bonnechose (1811-1832)

## Armes

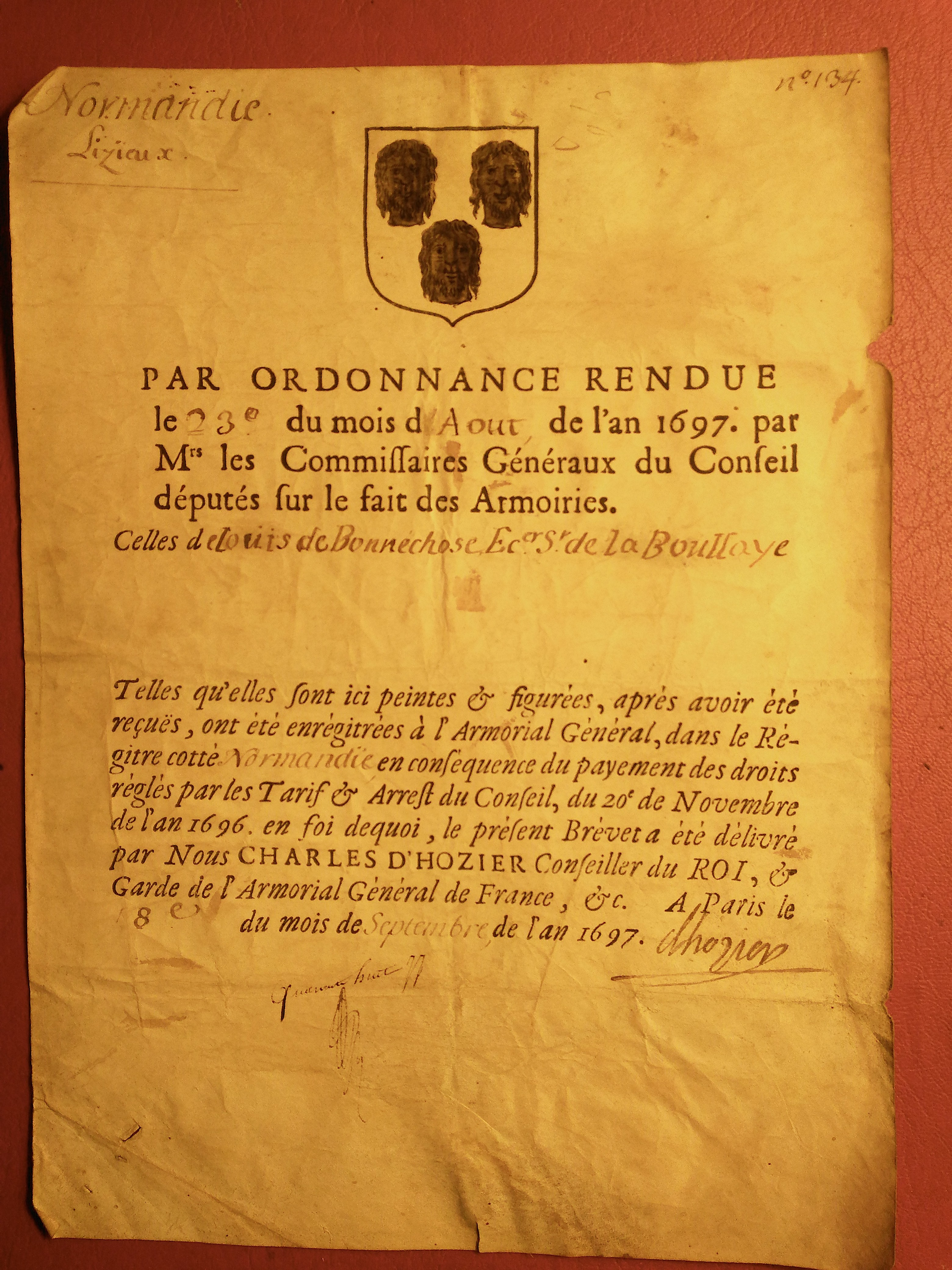
Armoiries de Louis de Bonnechose, enregistrées à l'Armorial Général de France le 8 septembre 1697

### Définitions et interprétations
Les armoiries de la famille de Bonnechose se décrivent majoritairement ainsi, selon le dessin enregistré à l'Armorial Général de France en 1697 : « D'argent à trois têtes de sauvage de sable, posées de face, deux en chef et une en pointe." C'est le cas par exemple pour les armes enregistrées par Gilles, Louis et René de Bonnechose dans la généralité d'Alençon.
Il existe des variantes assez nombreuses. Dans le même Armorial Général, on peut trouver des bustes de face, des têtes de profil, des têtes de carnation (couleur chair) ; on trouve aussi des colombes, et des fonds d'azur plutôt que d'argent (c'est-à-dire blanc). Le nobiliaire de Normandie, publié quelques décennies plus tôt par Chevillard après les recherches en noblesse de 1666 à 1669, représente des têtes de léopards.

Au XIXe siècle, Henri de Bonnechose fit faire des représentations successives de ses armes, où le terme "sauvage" semble interprété de façon exotique ou mauresque. Une représentation tardive sur un vitrail de la salle des États du palais archiépiscopal de Rouen propose même une caricature de traits noirs. Ci-dessous quelques-unes de ces représentations :

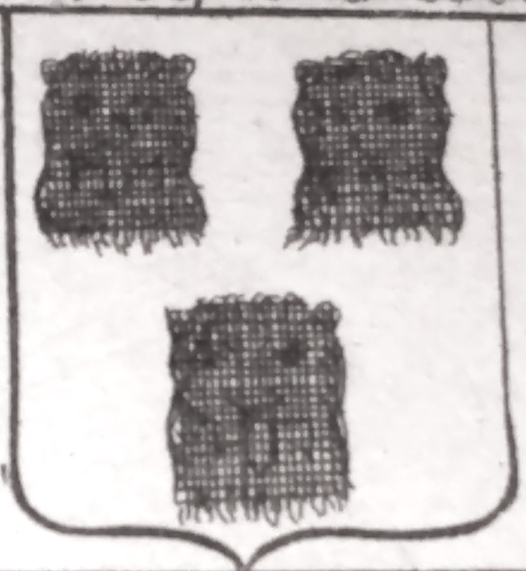
Têtes de léopards (ou lions) - Nobiliaire de Normandie, 1666
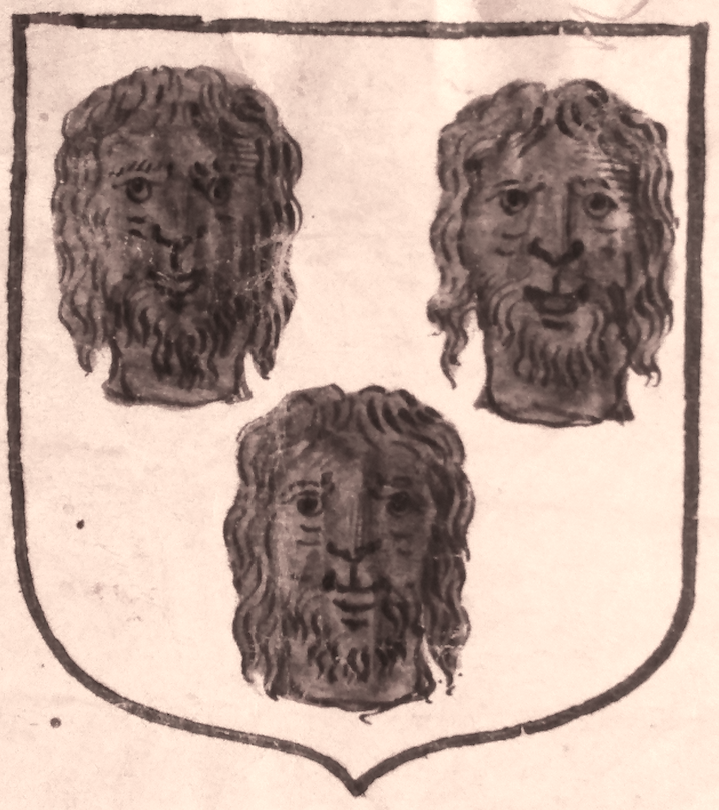
Têtes de sauvages - Armorial Général de France, Normandie : Alençon, 1697
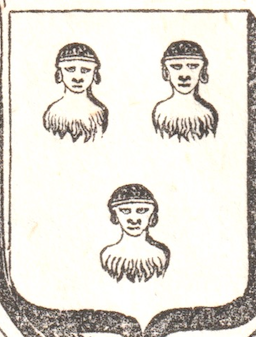
Armes de De Bonnechose, évêque d'Evreux, 1855
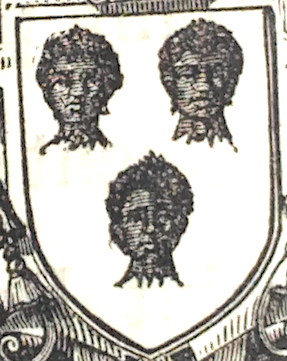
Armes de De Bonnechose, cardinal archevêque de Rouen, 1864
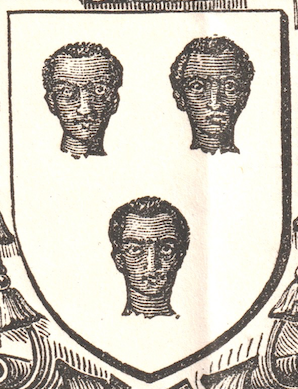
Armes de De Bonnechose, cardinal archevêque de Rouen, 1882
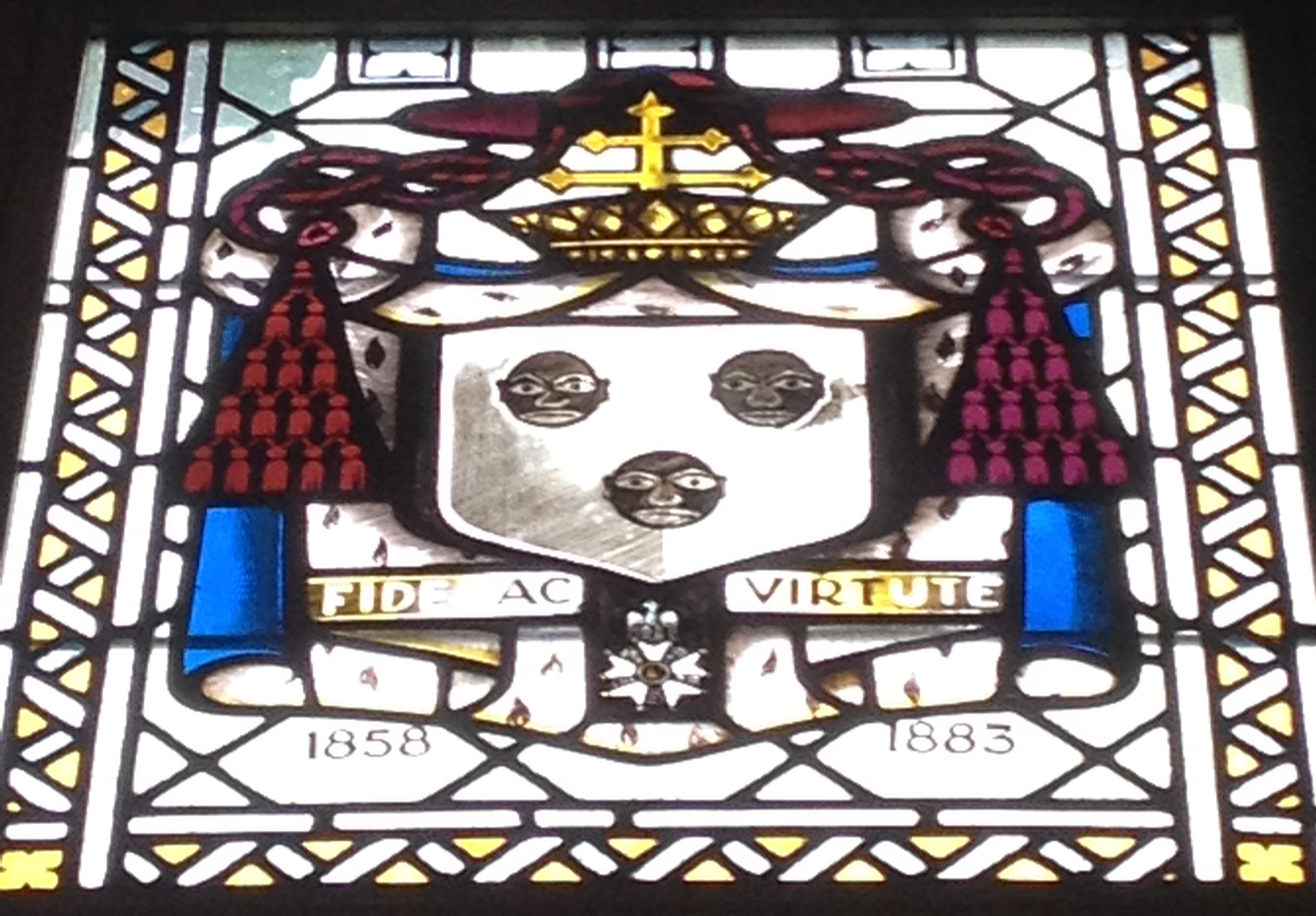
Armes de De Bonnechose, cardinal archevêque de Rouen (date ? après 1883)

### Des hommes sauvages
L'homme sauvage est une figure mythologique qui s'est particulièrement développée dans l'Europe médiévale. Vivant dans les bois, souvent armé d'un gourdin qu'il a confectionné lui-même, il effraye autant qu'il fascine. Souvent utilisé en héraldique médiévale dans un contexte de chevalerie, on lui attribue des pouvoirs hors du commun, tantôt de l'ordre de la prophétie, tantôt de l'ordre de la force et de l'agilité,.

### Représentations

#### Anciennes et hypothétiques
La Chesnaye des Bois affirme qu’on voit ces armes "dans le vitrage d’une des Chapelles des Quinze-Vingts de Paris, où Saint-Louis permit de les y mettre en considération des services rendus par un de ce nom. Les mêmes armes sont aussi à l’Eglise du Mont Saint-Michel parmi celles de la principale noblesse de la Province, qui s’y jetta si à propos dans le XVe siècle, qu’elle força le Comte de Montgommery d’en abandonner le siège." Et il ajoute en italique : "Mémoire envoyé".
Ces informations, reprises ensuite par d'autres généalogistes, sont impossibles à vérifier. Il peut s'agir d'une mention de complaisance. Le nom de Bonnechose ne figure pas parmi les 119 gentilshommes normands ayant participé à la défense du Mont St Michel et dont les noms furent inscrits après 1434 dans l'abbaye devant l'autel St Sauveur. Mais, est-il précisé, "on n'a pu recueillir les noms et armes de tous, à cause de l'antiquité".

#### Liées au cardinal de Bonnechose

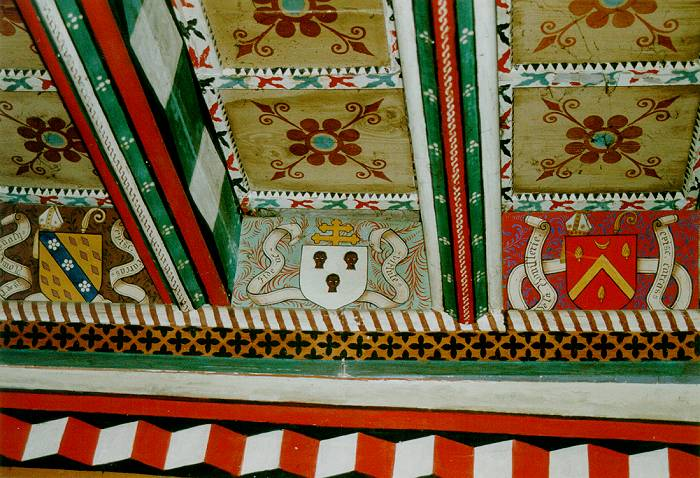
Abbaye Saint-Hilaire (Aude)

De nombreux édifices religieux gardent la marque de l'épiscopat de Henri de Bonnechose à Carcassonne, Evreux et Rouen. Ainsi :
- Dans l’église cathédrale Saint-Michel de Carcassonne, sur la clef de voûte de la troisième travée de la nef
- Dans une salle ayant servi de logis abbatial et qui donne sur le cloître de l’abbaye de Saint-Hilaire, dans l’Aude
- Sur l'une des fenêtres de l'ancien palais épiscopal d'Evreux
- À l'église Sainte-Croix de Bernay avec son portrait
- Ils étaient visibles dans la chapelle du château de Mesnières-en-Bray, mais furent détruits en 2004 par un incendie.
- Dans l'ancienne cathédrale Saint Louis de Carthage (Tunisie) où les murs sont couverts des armoiries des souscripteurs qui permirent son édification achevée en 1890
- En vitrail dans la salle des États du palais archiépiscopal de Rouen

#### Autres
- Sur la cloche de l'église de Malouy près de Bernay coulée en 1782, en hommage à Guillaume Louis Félix de Bonnechose, patron alternatif de la paroisse[26]
- Sur le mur gauche de la nef de l'église d'Ablon près d'Honfleur en souvenir des Bonnechose qui vécurent dans cette commune au XIXe siècle
- Sur la voûte de l'église de Grandcamp (Eure) en souvenir des Bonnechose qui vécurent dans cette commune

## Pour approfondir

### Archives
- Cabinet des titres (Bibliothèque Nationale de France) : 
  - Chérin, Volume 31, Dossier 638, Pièces numérotées de 1 à 136
  - Carrés d'Hozier, Dossier 109, Pièces numérotées de 203 à 274
  - Nouveau d'Hozier no 53, Dossier 1027
  - Pièces Originales no 409, Dossier 9111, Pièces numérotées de 1 à 80
  - Dossiers Bleus no 110